# きらりブックス迷走中!
『きらりブックス迷走中!』（きらりブックスめいそうちゅう）は、はまじあきによる日本の4コマ漫画。『まんがタイムきららMAX』（芳文社）にて、2015年9月号から11月号までゲスト連載された後、同年12月号から2017年10月号まで連載された。単行本は全2巻。

## あらすじ
世間知らずのお嬢様・桐生院きらりは社会を学ぶため、母から歴史ある書店「鳴草書房」でのアルバイトを紹介される。アルバイト初日、きらりの従姉妹で店長を務める桐生院えりぃによる方針転換で同人誌やアニメグッズを取り扱うオタク系書店へと変貌を遂げていた「鳴草書房」で、文芳社の刊行するきらり系漫画『ゆるふわ革命』と出会ったきらりは初めて目にするきらり系漫画の魅力に大きく惹きつけられる。同じくアルバイトでゆるふわ系女子の桜庭ふわり、アイドルを目指す先輩アルバイトの花苺ここみと共に、きらりのきらり系激推し書店員としての日々が幕を開ける。

## 登場人物

### 「鳴草書房」の店員
桐生院 きらり（きりゅういん きらり）
本作の主人公で大財閥桐生院家の子女。お嬢様学校に通う高校1年生。世間知らずでポンコツな部分があり、そのことを心配した母によって従姉妹のえりぃが店長を務める「鳴草書房」でアルバイトを始めることとなる。アルバイト初日にきらり系漫画『ゆるふわ革命』を目にしたことできらり系漫画（特に『きらりMAX』誌）に傾倒し、時に自身の財力を使いながら『ゆるふわ革命』を中心としたきらり系漫画を応援するきらり系激推し書店員として奮闘する。
桜庭 ふわり（さくらば ふわり）
きらりより僅かに先に「鳴草書房」で働き始めていたアルバイト。ここみと同じ学校に通う高校1年生。お菓子と寝ることが大好きなゆるふわ系女子。
花苺 ここみ（はないちご ここみ）
きらりやふわりよりも古株の先輩アルバイト。ふわりと同じ学校に通う高校2年生。貧乏な家庭を助けるためにアイドルを志しており、「鳴草書房」ではこんぺい糖星からやってきた「ここみん☆」としてライブステージや自身の自撮りを中心とした宣伝ブログを行っている。アイドル時には語尾に「ぷに」をつけるなど電波系の喋り方をするが、普段は男口調でツッコミに回ることが多い。
桐生院 えりぃ（きりゅういん えりぃ）
きらりの従姉妹で「鳴草書房」の店長。12歳。11歳でアメリカの有名大学を飛び級で卒業しており、その後「鳴草書房」の店長へと就任、なんの特徴もなく潰れかかっていた「鳴草書房」をオタク系書店へと方針転換させた。趣味嗜好は年相応だが、子供扱いされることを嫌う。順調とは言えない「鳴草書房」の経営には常に頭を悩ませている。

### その他の登場人物
桐生院 ひかり（きりゅういん ひかり）
きらりの母親。自分に似てポンコツに育ってしまったきらりを心配して「鳴草書房」でのアルバイトを紹介した。メイド長の田中(たなか)が自身と同じ名前をつけた「ひかり」という虎を飼っている。
大宮司 菊乃（だいぐうじ きくの）
きらりの高校のクラスメイトで大きな神社の跡取り娘。通称「お菊さん」。きらりからの薦めできらり同様にきらり系漫画のファンとなる。後に自身もきらり作家となることを志し、絵の基礎を学ぶために美術部へと入部した。『きらりMAX』誌派のきらりに対して『きらりキャラット』誌派であり、そのことが諍いの種となることもある。
紙之上 つづり（かみのうえ つづり）
きらりの通う高校の美術部部長。「spel(スペル)」のペンネームで活動する大手同人作家でもあり「鳴草書房」ではその作品を専売することで売上の大部分を賄っている。作品傾向は百合物で自身も女性の観察を趣味としている。
玉野 ひよこ（たまの ひよこ）
文芳社の新人営業担当。人見知りなドジっ子。宮崎県出身であり、心中の台詞は訛って表現される。文芳社の出版するボーイズラブ系雑誌『音花』の愛読者であり、きらり系漫画にはそれほど詳しくない。
とろつきー
『ゆるふわ革命』の作者。バッテン印の髪留めをつけた少女。引っ込み思案かつ引き籠り気味で担当編集からも心配されている。

## 用語
きらり系漫画
作中の出版社・文芳社から刊行される雑誌『まんがタイムきらり』及びその系列誌に掲載される漫画の総称。「作中に男性キャラクターは不必要」など、いわゆるきらら系漫画をステレオタイプ化して描かれ、「きらら系漫画が全2巻で連載終了すること」を指し示すネットスラング「2巻乙」といった表現も作中で使用された。
『ゆるふわ革命』
作中の雑誌『きらりMAX』に連載されている漫画。作者はとろつきー。1話時点で第1巻が発売されており、その後『きらりMAX』誌表紙、2巻発売を経てアニメ化が発表された。声優を目指す女子高生「舞にゃん」を主人公とした作品で、1巻帯のキャッチコピーは「これが私達の革命です」。
はまじの次作にあたる漫画『ぼっち・ざ・ろっく!』でも、登場人物が本作のアニメを視聴しているシーンや、本作が表紙となった『きらりMAX』誌を持っているシーンなどが登場している。

## 書誌情報
- はまじあき『きらりブックス迷走中!』芳文社〈まんがタイムKRコミックス〉、全2巻
  1. 2016年9月27日発売 ISBN 978-4-8322-4750-5
  2. 2017年10月27日発売 ISBN 978-4-8322-4886-1